# Sanam
Sanam, auch bekannt als Sanam Abu Dom, ist eine bedeutende archäologische Stätte im heutigen Sudan, etwa 25 Kilometer südlich des vierten Nilkatarakts gelegen. Die Fundstätte wurde nach einer markanten Statue (sanam) benannt, die einst im Wadi Abu Dom entdeckt wurde. Sie umfasst einen der größten bisher freigelegten nicht-königlichen Friedhöfe der napatanischen Periode mit schätzungsweise 1550–1700 Gräbern, einen dem Gott Amun geweihten Tempel aus der Zeit des Königs Taharqa, ein als „Schatzhaus“ bezeichnetes Gebäude sowie weitere architektonische Überreste. Datiert wird Sanam in die napatanische Periode des Reiches von Kusch, etwa vom 8. bis zum 6. Jahrhundert v. Chr.

## Geographische Lage

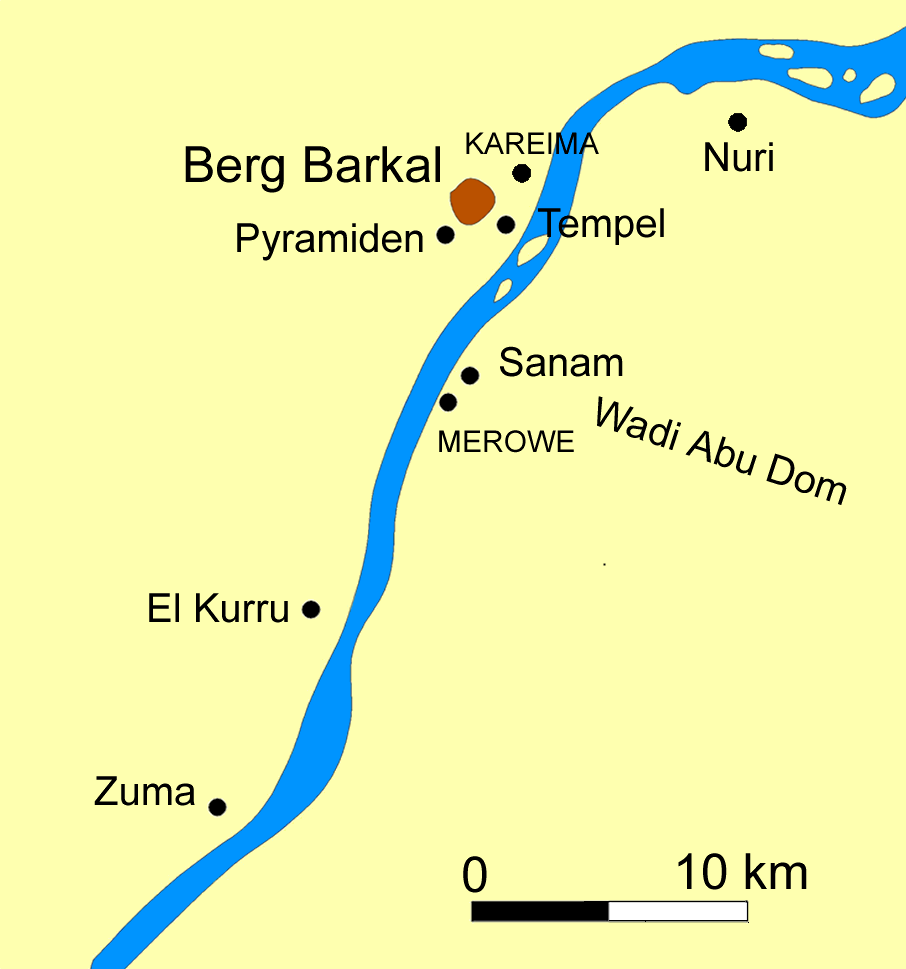
Die Lage von Sanam (ungefähre Position) südlich des Gebel Barkal

Sanam liegt nahe der modernen Provinzhauptstadt Merowe, deren Ausdehnung inzwischen Teile des antiken Geländes überlagert. Die Stätte befindet sich am gegenüberliegenden Nilufer des Gebel Barkal, der als wichtiges sakrales Zentrum des Reiches von Kusch diente. Die archäologischen Überreste erstrecken sich über eine Wüstenfläche von etwa 900 × 650 Metern.

## Forschungsgeschichte
Obwohl die archäologische Stätte bereits im 19. Jahrhundert von Reisenden dokumentiert wurde, erfolgte die erste systematische Ausgrabung im Winter 1912/1913 durch Francis Llewellyn Griffith im Auftrag der Universität Oxford. Griffiths Arbeit konzentrierte sich auf die drei wesentlichen Bereiche: den Friedhof, den Tempel des Taharqa und das „Schatzhaus“. Seine umfangreiche, aber unvollständig publizierte Dokumentation mit rund 1600 Seiten handschriftlicher Grabungskarten, Zeichnungen, Notizen und Fotografien wird im Griffith Institute in Oxford aufbewahrt.
Etwa 90 Jahre später nahm eine sudanesisch-italienische Mission unter der Leitung von Abdel Rahman Ali und Irene Vincentelli die archäologischen Arbeiten wieder auf. Angelika Lohwasser führte auf Basis von Griffiths Dokumentation detaillierte Untersuchungen des Friedhofs durch, wofür sie 2009 den Heinz-Maier-Leibnitz-Preis der Deutschen Forschungsgemeinschaft erhielt. Derzeit arbeitet Kathryn Howley von der Universität Cambridge an der Veröffentlichung von Griffiths Ausgrabungen des Tempels, wobei sie sowohl die Archivmaterialien als auch moderne Feldforschung einbezieht.

## Bestandteile der archäologischen Stätte

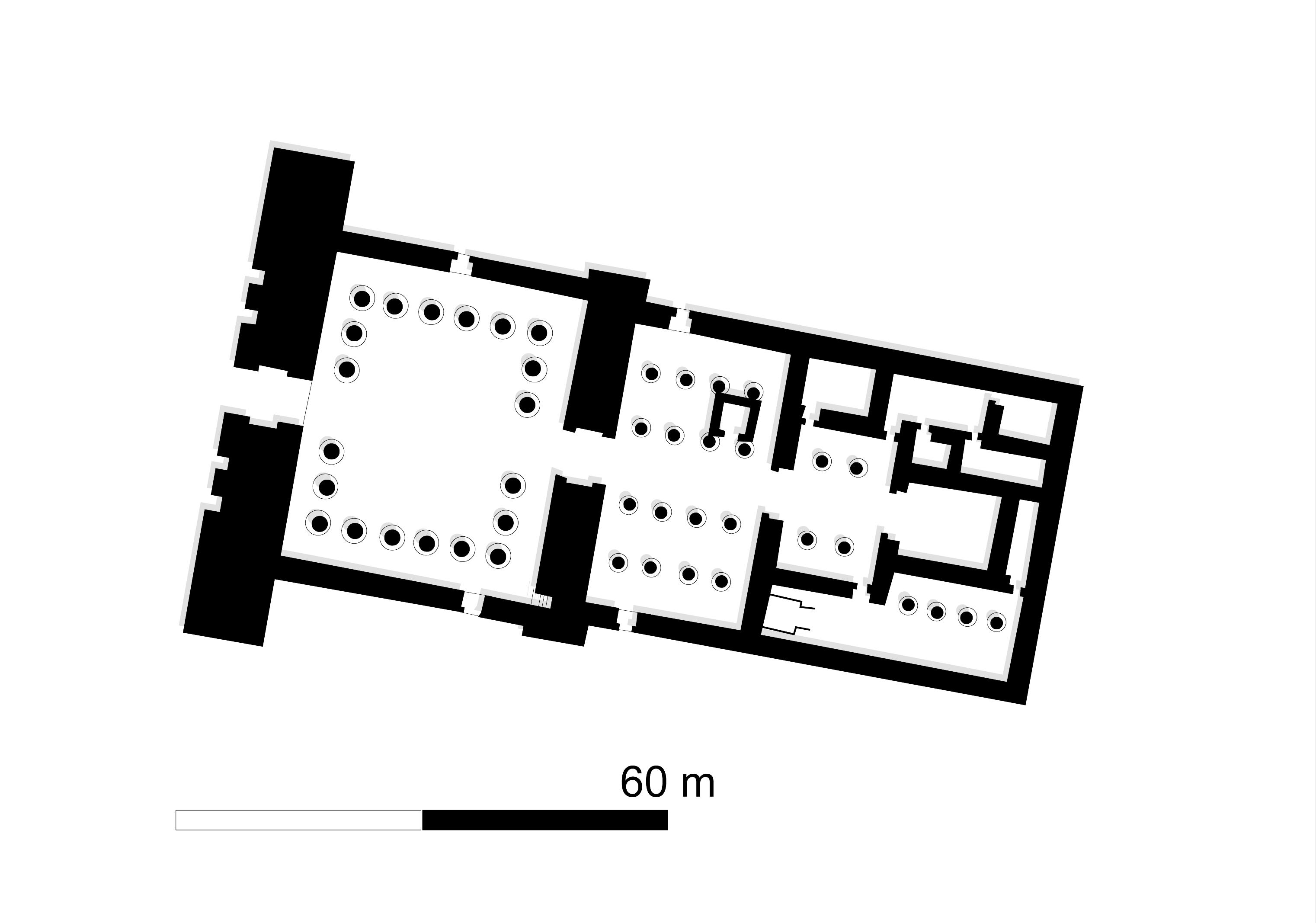
Plan des Tempels von Sanam

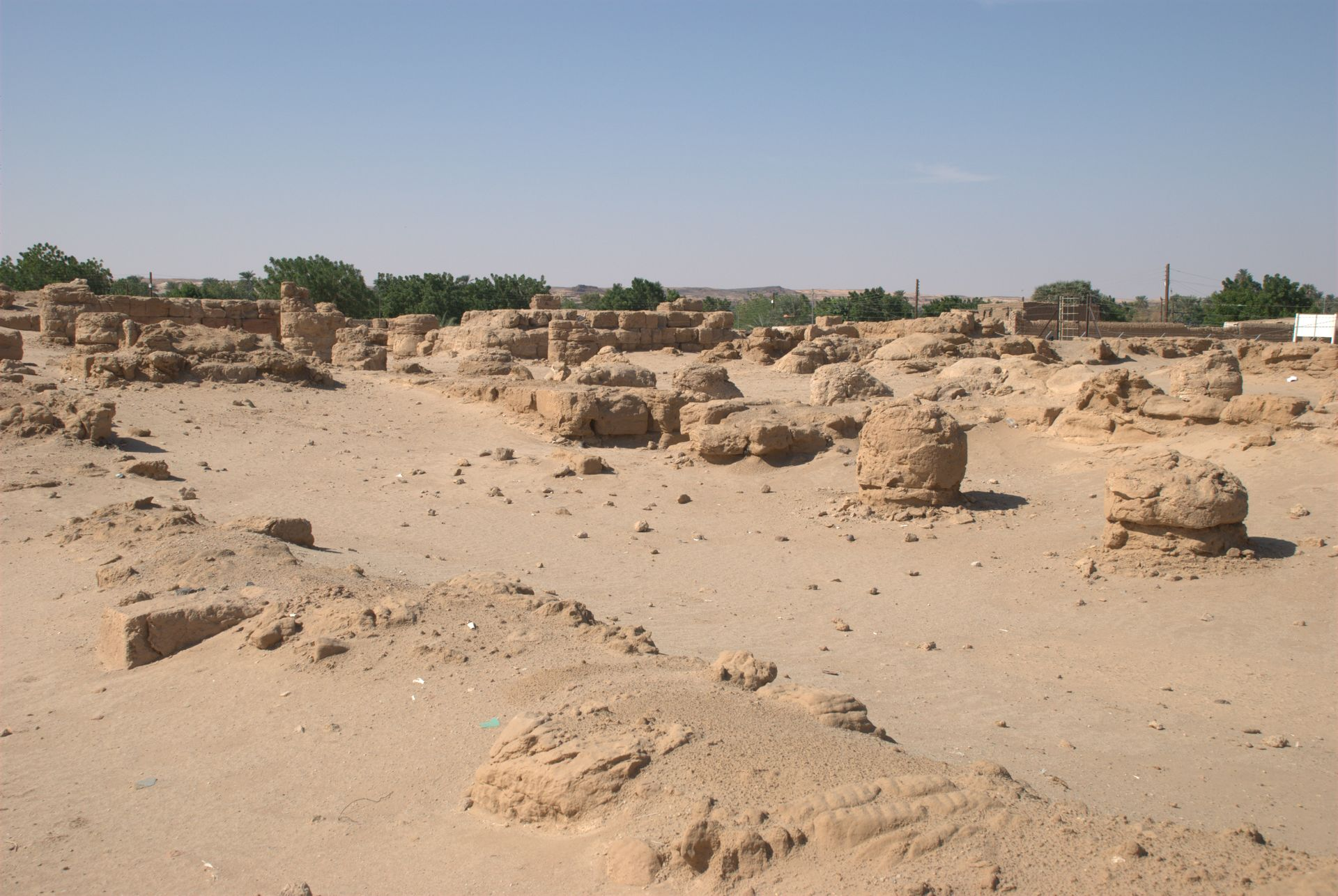
Taharqa-Tempel von Südosten

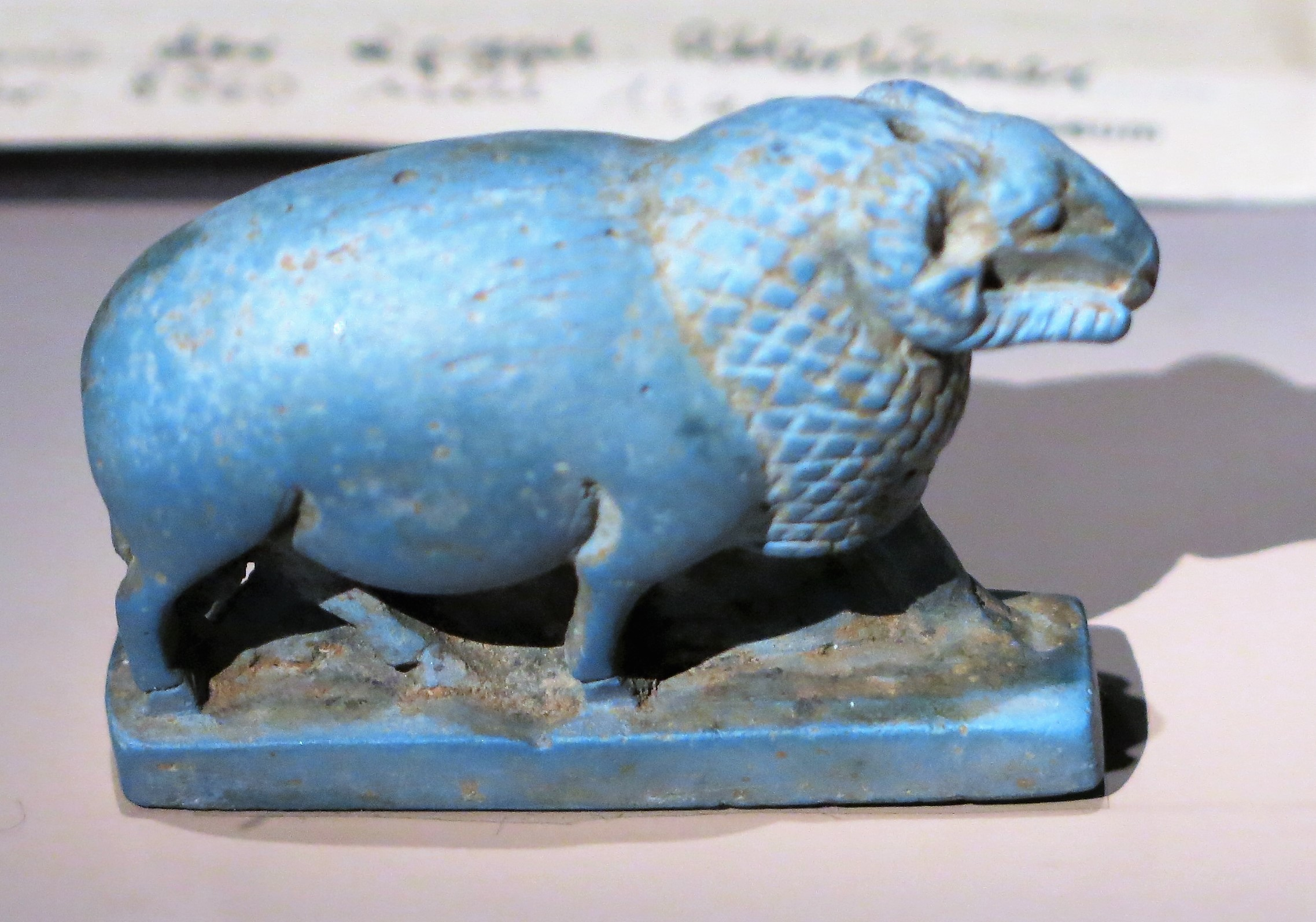
Fayence-Figur aus Sanam

### Der Friedhof
Der Friedhof von Sanam ist der größte bekannte nicht-königliche Friedhof aus der napatanischen Zeit. Griffith datierte seine Nutzung von der Zeit des Königs Pije (747–712 v. Chr.) bis zu Malonaqen oder Aramatelqo (ca. 568–555 v. Chr.). Er diente als Nekropole für die Mittelschicht, wobei Unterschiede in den Grabbeigaben und der Bauweise auf soziale Differenzierungen hindeuten. Die Nähe zum königlichen Friedhof in Nuri und Werkstätten in Sanam lassen vermuten, dass hier vor allem Personen bestattet wurden, die für die Verwaltung und Ausstattung der Pyramiden von Nuri zuständig waren.
Die Grabbeigaben umfassen einen hohen Anteil importierter Materialien wie Halbedelsteine, Elfenbein und Edelmetalle, was die Nähe von Handelsrouten widerspiegelt. Im Vergleich zu anderen napatanischen Friedhöfen fehlen in Sanam jedoch bestimmte Objekte wie Begräbnisbetten, Uschebtis und Kanopen.

### Der Amun-Tempel
Der Tempel wurde von König Taharqa (690–664 v. Chr.) für „Amun, den Stier von Nubien“ errichtet und folgt einem klassischen ägyptischen Grundriss. Ein kleiner Schrein von König Aspelta (ca. 593–568 v. Chr.) stellt die letzte bekannte Baumaßnahme dar. Es gibt keine Hinweise auf eine weitere sakrale Nutzung nach Aspelta, was auf eine baldige Aufgabe des Tempels schließen lässt. Der Tempel ist aufgrund seiner Einblicke in die nicht-ägyptische Struktur des napatanischen Staates und seiner Wirtschaft von besonderer Bedeutung.

### Das „Schatzhaus“ und weitere Strukturen
In der Nähe des Tempels befand sich das sogenannte „Schatzhaus“, eine Struktur mit mehreren Kammern und Säulen, in denen zahlreiche Kleinfunde gemacht wurden. Griffith datierte dieses Gebäude wie die anderen Strukturen in die Zeit zwischen Pije und Aspelta. Weitere Gebäude erstreckten sich in einer Linie bis zum Amun-Tempel. An der Oberfläche sind diese Bereiche durch eine Vielzahl von Scherben aus der gleichen Periode sowie Stein- und Elfenbeinfragmente erkennbar, die dem Boden eine weißliche Farbe verleihen.
Das Areal war offenbar für repräsentative Gebäude konzipiert, die außerhalb der Siedlung und des Friedhofs im fruchtbaren Landstreifen am Fluss errichtet wurden. Plünderungen und die Nutzung der Gebäude als Steinbruch führten dazu, dass heute nur noch der Tempel des Taharqa und das „Schatzhaus“ sowie die Gebäude SA.C 400 und SA.K 300 sichtbar sind.

## Historische und kulturelle Bedeutung
Sanam war während der frühen bis mittleren napatanischen Periode des Reiches von Kusch besiedelt und aktiv. Die Stätte liegt in der Region von Napata, dem politischen und religiösen Zentrum des nubischen Staates im 1. Jahrtausend v. Chr., konnte aber bisher nicht mit der Stadt Napata selbst identifiziert werden.
Die ethnische Zugehörigkeit der in Sanam Bestatteten ist nicht eindeutig bestimmbar. Frühere Versuche, zwischen nubischen und ägyptischen Bestattungen zu unterscheiden, haben sich als unhaltbar erwiesen. Stattdessen sprechen Forschende von einer napatanischen Bestattungskultur, die Elemente traditionell indigener nubischer Traditionen, ägyptische Einflüsse aus der Zeit des Neuen Reiches und zeitgenössische ägyptische Elemente vereint.